# Julián Martínez (hijo)
Julián Martínez (1848-1911) fue un militar que luchó en el Ejército Argentino durante la Guerra de la Triple Alianza y participó en varias de las guerras civiles argentinas.

## Biografía
Julián Martínez nació en Montevideo, Uruguay, el 13 de abril de 1848, hijo del coronel Julián Martínez (1807-1868) y de Carolina Lerena.
Ingresó en el ejército de la República Argentina en 1864, siendo destinado a Fuerte Nuevo, sobre el río Diamante, provincia de Mendoza. Fue luego ascendido a portaestandarte.
En vísperas de un viaje de estudio a Europa estalló la guerra del Paraguay por lo que decidió permanecer en el país y se alistó a las órdenes del general Wenceslao Paunero.
Participó de la batalla de Yatay y de la toma de Uruguayana en 1865, del pasaje del río Paraná por Paso de la Patria y de la batalla de Itapirú. Combatió en la batalla de Estero Bellaco y en Tuyutí, siendo ascendido a teniente 2.º.
El 22 de septiembre de 1866, participó en la maniobra realizada por el general Venancio Flores por San Solano que culminó en un fracaso, al igual que el efectuado el mismo día por las fuerzas argentinas y brasileñas contra las trincheras paraguayas de Curupaytí.
En 1867 pasó a servir a las órdenes de Paunero en la represión de la Revolución de los Colorados estallada en Cuyo y encabezada por Juan Saá, Carlos Juan Rodríguez y Juan de Dios Videla. Asistió a la batalla de San Ignacio el 1 de abril de 1867.
En 1869 fue ascendido a capitán y actuó como secretario del general Martín de Gainza en la campaña contra la segunda rebelión de López Jordán.
Actuó en la revolución de 1874 a las órdenes del general Luis María Campos. El 10 de abril de 1875 fue promovido a sargento mayor graduado y ese mismo año fue elegido diputado provincial.
En 1880 solicitó y obtuvo su baja del ejército e intervino en la revolución de junio de ese año como ayudante de Julio Campos, uno de los líderes de la revuelta contra la elección de Julio Argentino Roca a la presidencia.
En 1883 fue reincorporado y en 1885 recibió la efectividad en su grado. Entre 1888 y 1890 permaneció en Europa. En la revolución de 1890 permaneció junto al general Julio Argentino Roca.
En 1892 fue ascendido a teniente coronel y en mayo ingresó a la cámara de diputados de la nación como representante de la provincia de Buenos Aires. Ejerció su mandato hasta 1896 y fue reelecto en 1898.
Simultáneamente desempeñó la comandancia del Regimiento N° 11 de Guardias Nacionales hasta su retiro en 1905 con sueldo de coronel.
En 1910 obtuvo licencia para trasladarse a Europa por motivos de salud, pero falleció en la ciudad de Buenos Aires el 10 de enero de 1911. En su sepelio pronunciaron discursos Mariano de Vedia, Carlos Urien y Nicolás Granada.
Estaba casado con Carolina Estrada. Su casa fue durante años un salón donde alternaron importantes figuras de la política, la diplomacia y las letras del país.